# Ottó Baditz

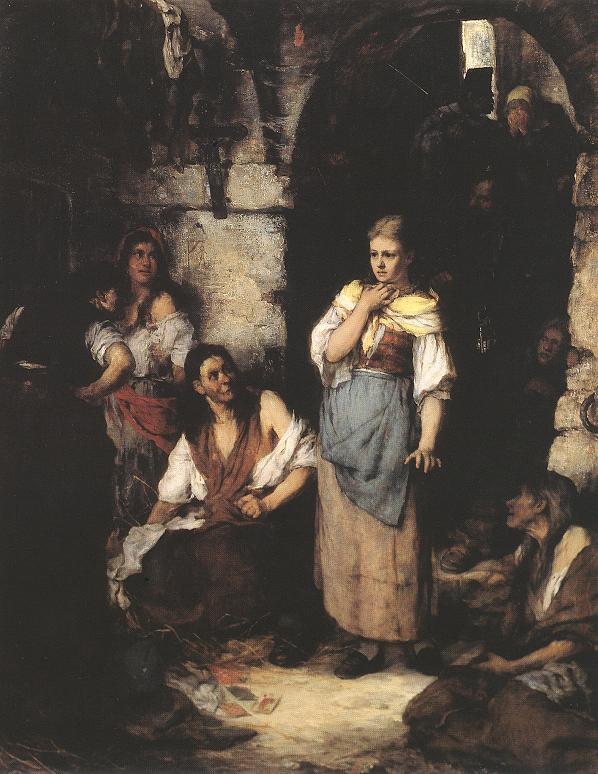
Kobieta w więzieniu, najsłynniejszy obraz Ottó Baditza

Ottó Baditz (ur. 19 marca 1849 w Tótkeresztúr, zm. 21 kwietnia 1936 w Magyarkeresztúr) – węgierski malarz i ilustrator.
Ottó urodził się w wiosce Tótkeresztúr (obecna Słowenia) w 1849 roku. Na początku chciał zostać prawnikiem zatem w wieku 19 lat wstąpił na Akademię Prawniczą w Bratysławie, potem studiował malarstwo.
W 1870 roku wyjechał do Monachium, gdzie rozpoczął karierę malarską. W stolicy Bawarii mieszkał do 1890 malując głównie obrazy o tematyce chłopskiej i religijnej, a także portrety. W trakcie pobytu w Monachium Ottó działał w monachijskiej bohemie artystycznej mieszkając i pracując przez jakiś czas z Béla Spányi.
W 1890 roku przeniósł się do Budapesztu gdzie osiągnął sławę malując portrety kobiet oraz dzieci. W 1899 roku namalował jeden z najbardziej znanych obrazów, „Kobieta w więzieniu” który przeniósł mu rozgłos także poza granicami Węgier.
Na starość przeniósł się na wieś do miejscowości Magyarkeresztúr gdzie zmarł w 1936 roku w wieku 87 lat.